# Чир-Унвд
Чир-Унвд (рос. Чир-Унвд) — село у Тимовському міському окрузі Сахалінської області Російської Федерації.
Населення становить 231 особа (2013).

## Історія
Від 1963 року належить до Тимовського міського округу Сахалінської області.

## Населення
| 2002 | 2010 | 2013 |
| ---- | ---- | ---- |
| 292  | ↘249 | ↘231 |